# بوعبوط أمدلان
بوعبوط أمدلان هي قرية أمازيغية جبلية مغربية وسط المملكة. تنتمي بوعبوط أمدلان لإقليم شيشاوة. تضم هذه القرية 8.230 نسمة (إحصاء 2004).